# The Young Veins
The Young Veins — американський рок-гурт. Створений Райаном Россом та Джоном Вокером, колишніми учасниками гурту Panic! at the Disco. До них приєднались басист Енді Соукал, барабанщик Нік Мюррей та клавішник Нік Вайт.

## Історія
6 липня 2009 року гурт Panic! at the Disco заявили, що їх залишають двоє учасників — Райан Росс та Джон Вокер з метою створення власного проєкту. Пізніше Райан Росс розповів MTV, що він та Джон Вокер працюють над новим альбомом у Лос-Анджелесі. 28 липня гурт оголосив свою назву і вже незабаром світ почув їх першу композицію під назвою «Change».

## Склад гурту
- Джордж Райан Росс (George Ryan Ross) — вокал, гітара, автор пісень.
- Джонатан Джейкоб Вокер (Jonathan Jacob Walker) — вокал, гітара.
- Енді Соукал (Andy Soukal) — бас-гітара.
- Нік Мюррей (Nick Murray) — барабани.
- Нік Вайт (Nick White) — клавішні.

## Тимчасові учасники
- Ерік Ронік — фортепіано, вокал.
- Алекс Ґрінвальд — гітара, вокал.
- Учасники гурту The Like[en]

## Творчість

### Перший студійний альбом
Перший альбом гурту вийшов під назвою «Take a Vacation!» у червні 2010 року. Критики порівнюють його звучання зі стилем 1960-х: The Beatles, The Beach Boys, The Kinks, The Hollies, The Searchers.
Альбом був записаний з фронтменом гурту Алексом Ґрінвальдом і продюссером Panic! at the Disco Робом Мейтсом. Перша пісня «Change» була опублікована у вільному доступі на сайті гурту та доступна в iTunes.

## Дискографія
- Take a Vacation![en] — 2010